# Xêgar (häradshuvudort i Kina, Tibet Autonomous Region, lat 28,63, long 87,08)
Xêgar (kinesiska: Xiega’er, 协嘎尔, Dingri Xian, 定日县) är en häradshuvudort i Kina. Den ligger i den autonoma regionen Tibet, i den sydvästra delen av landet, omkring 410 kilometer väster om regionhuvudstaden Lhasa. Antalet invånare är 50 818. Befolkningen består av 25 031 kvinnor och 25 787 män. Barn under 15 år utgör 28,0 %, vuxna 15-64 år 67 %, och äldre över 65 år 4,0 %.
Runt Xêgar är det mycket glesbefolkat, med 4 invånare per kvadratkilometer. Det finns inga andra samhällen i närheten. Trakten runt Xêgar består i huvudsak av gräsmarker.
Genomsnittlig årsnederbörd är 830 millimeter. Den regnigaste månaden är juli, med i genomsnitt 197 mm nederbörd, och den torraste är december, med 9 mm nederbörd.

Xêgar
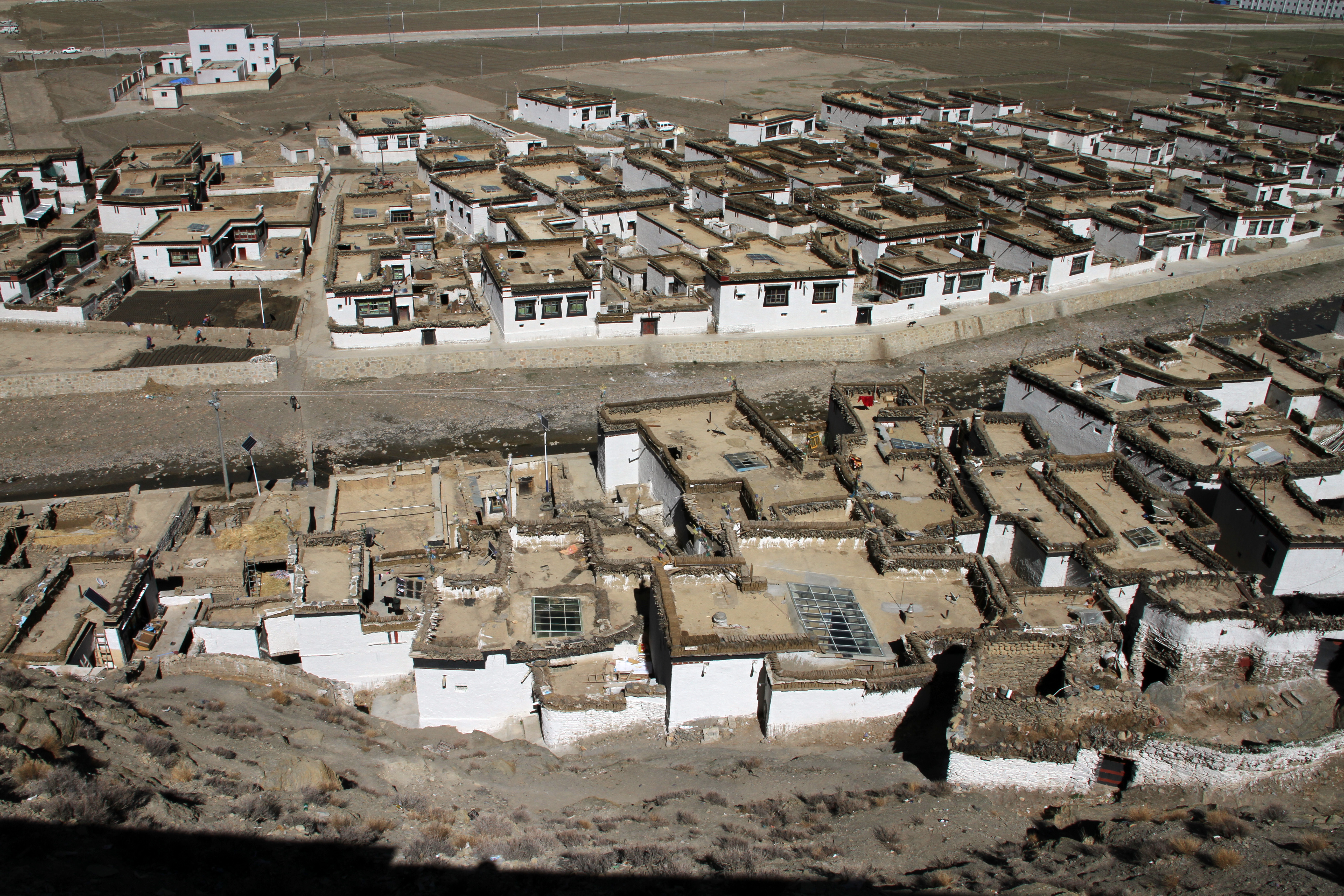
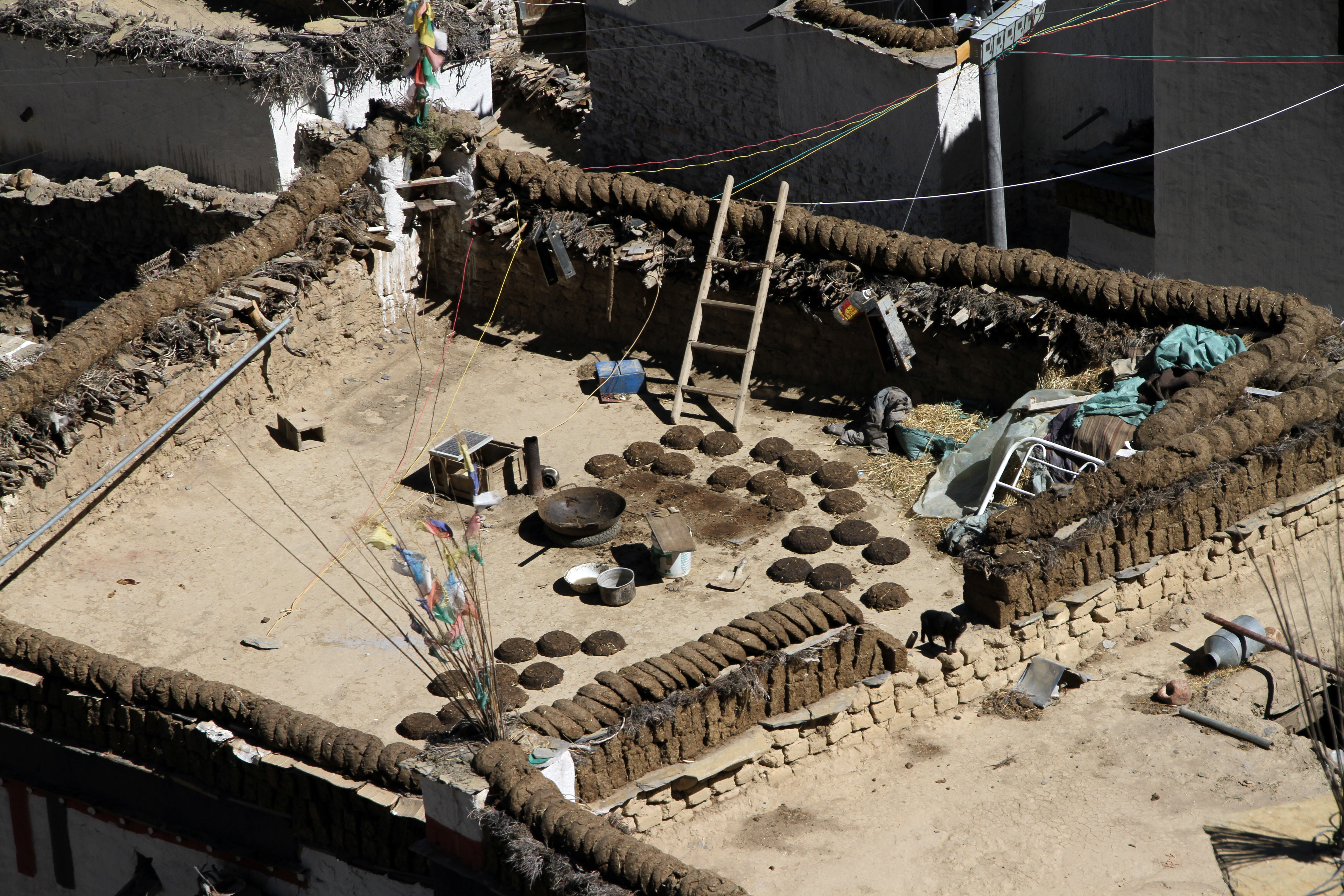
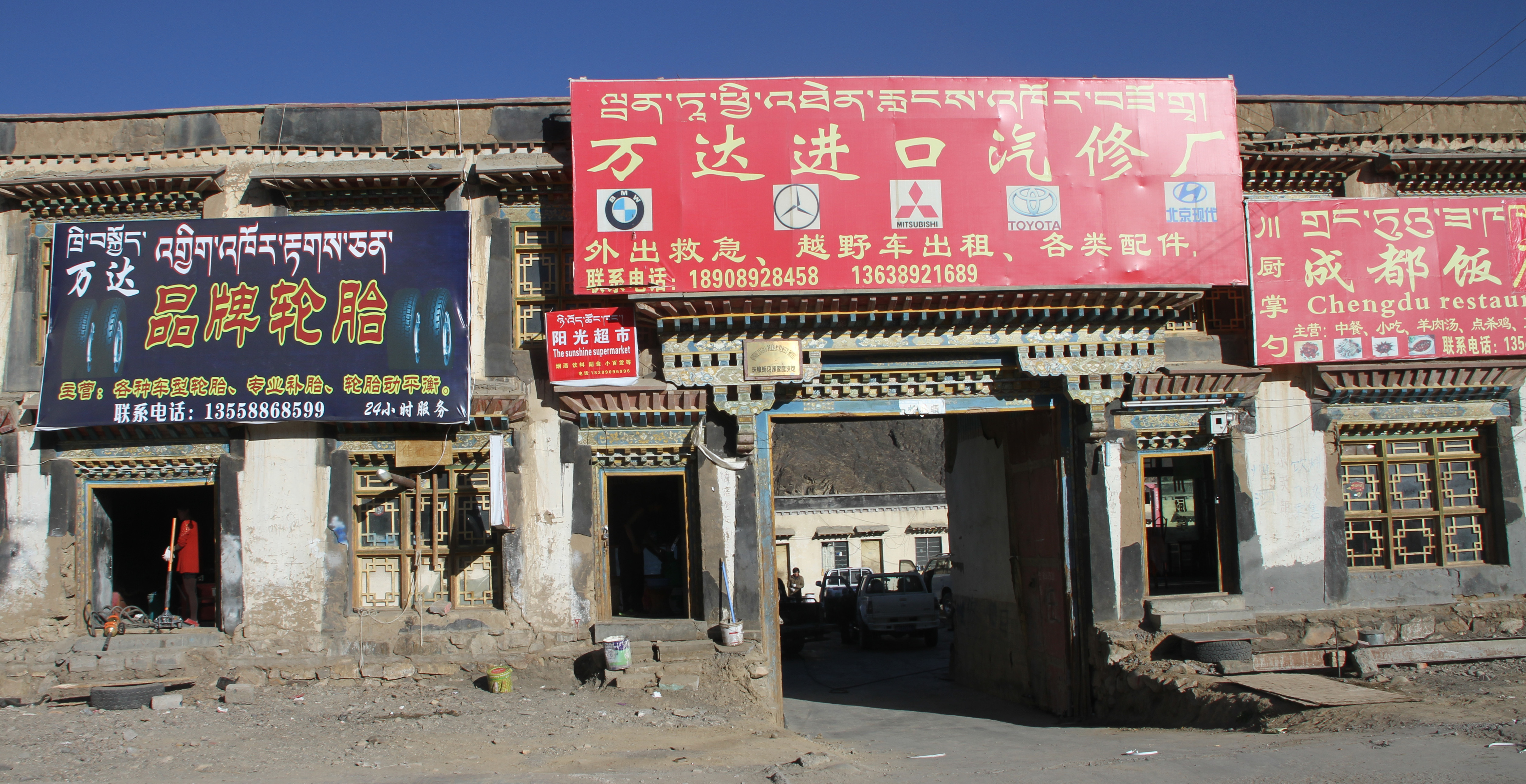
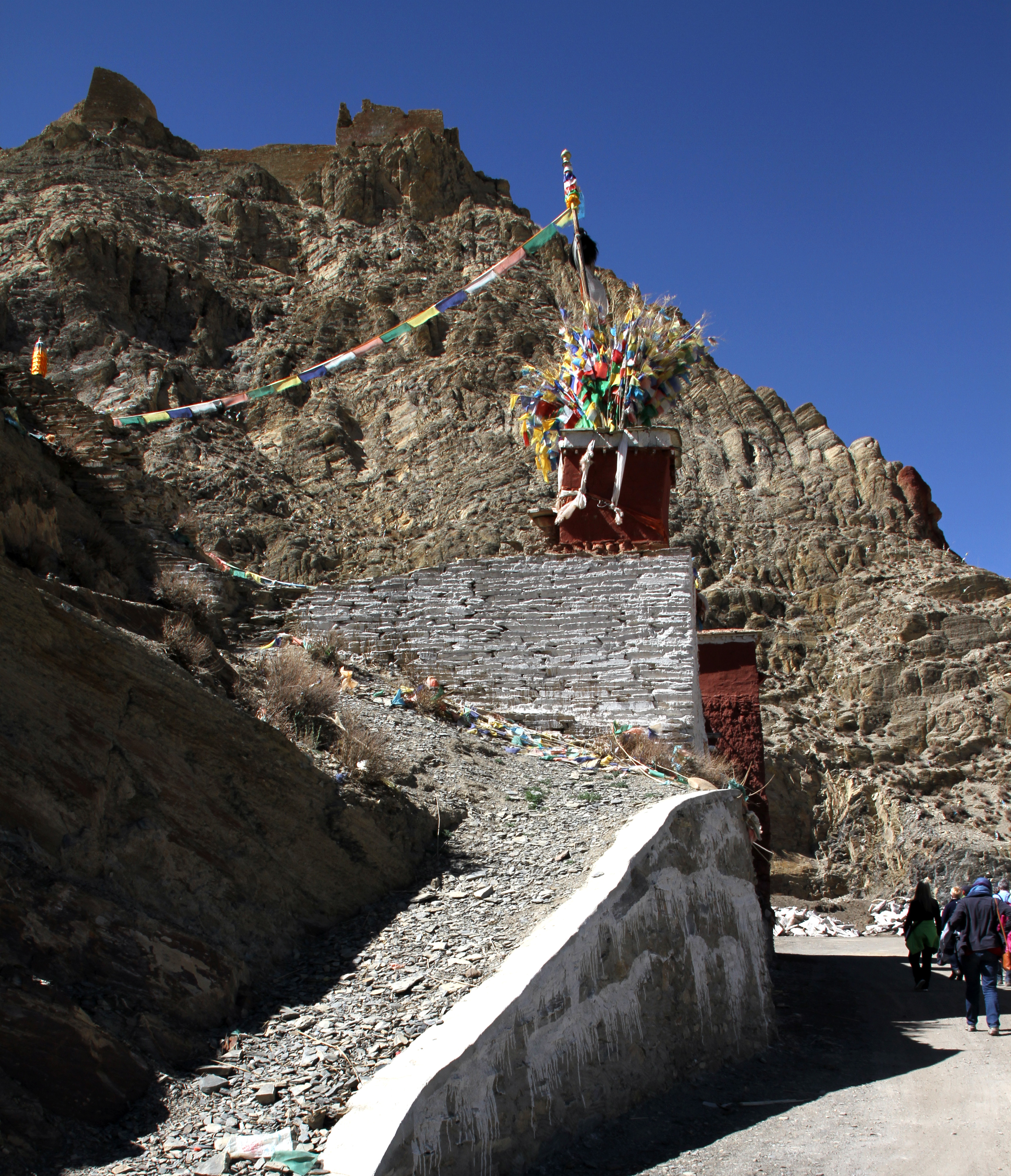
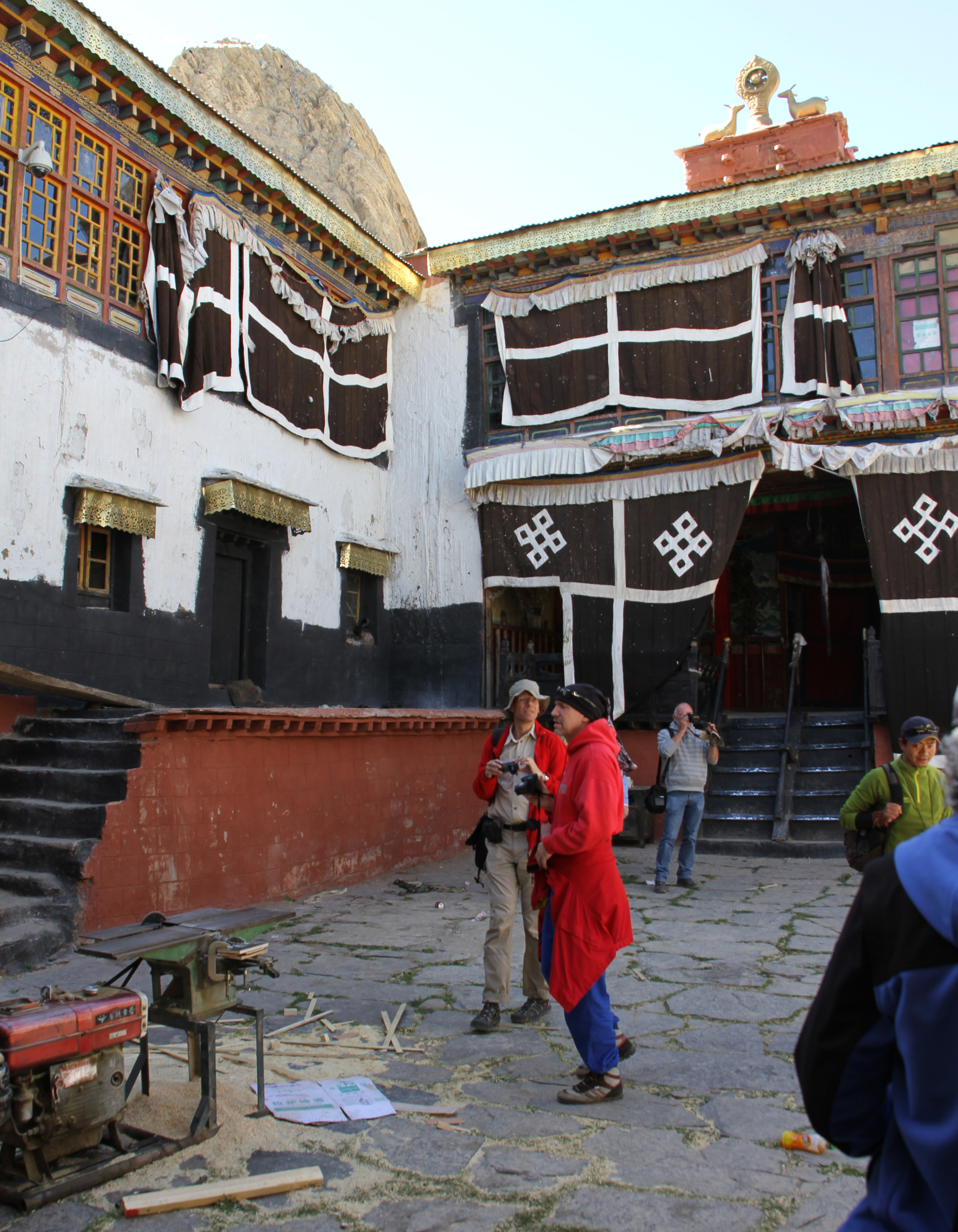
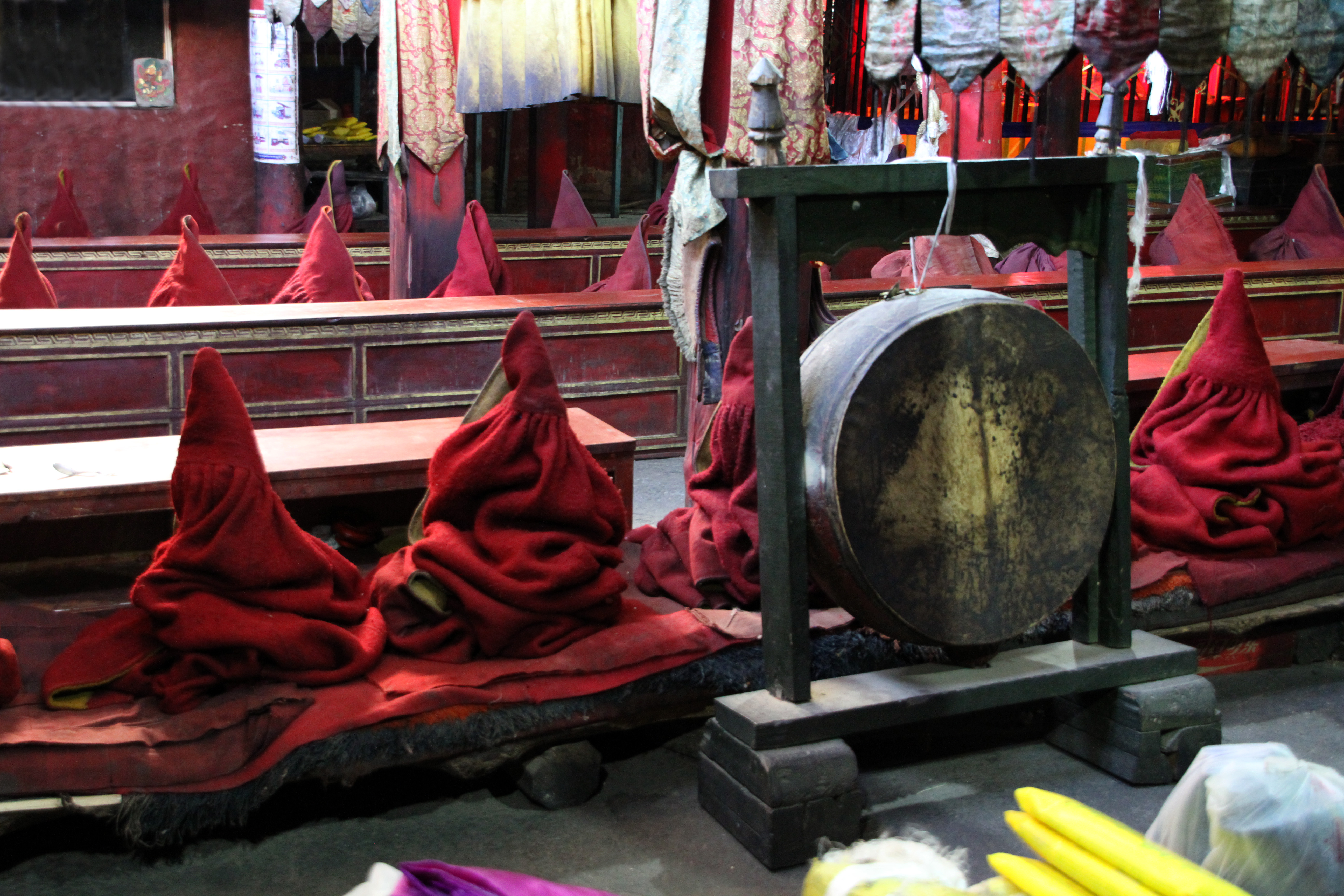